# عادل أسدوف
عادل أسدوف (بالأذرية: İsgəndər oğlu Əsədov) هو فيلسوف أذربيجاني، ورئيس قسم في الأكاديمية الوطنية الأذربيجانية للعلوم ورئيس رابطة التنوير الفلسفي.

## السيرة
ولد عادل أسدوف في 1 أكتوبر 1958 في جوبا جمهورية أذربيجان الاشتراكية السوفيتية، في عام 1975 أنهى دراسته في مدرسة غوبا الداخلية، وفي عام 1980 تخرج من جامعة أذربيجان للعمارة والبناء. في عام 1986 التحق بجامعة أسبايرانتورا (مدرسة الدراسات العليا) في الفلسفة في الأكاديمية الوطنية الأذربيجانية للعلوم معهد الفلسفة والقانون. دافع عن أطروحة الدكتوراه بعنوان «الأنواع التاريخية من التفكير والنشاط الهندسي» في عام 1989. بعد الانتهاء من بحث ما بعد الدكتوراة دافع أسدوف بنجاح عن أطروحة بعنوان ديناميكيات أنواع التفكير في سياق نظام المجتمع والطبيعة وذلك في عام 1994. في عام 2005 أسس جمعية التنوير الفلسفي. يشغل حاليًا منصب رئيس قسم معهد الفلسفة بالأكاديمية الوطنية الأذربيجانية للعلوم ورئيس جمعية التنوير الفلسفي.

## النشاط العلمي
عادل أسدوف مؤلف لأكثر من 170 مقالة علمية باللغات الأذربيجانية والروسية والإنجليزية والألمانية. كان مشاركًا ومحاضرًا في العديد من المؤتمرات الدولية. ألقى خطابًا في المؤتمرات الدولية في باكو وموسكو ومينسك وتبيليسي وبلجورود وبراتيسلافا وأثينا وسانت بطرسبرغ وجامعة هارفارد. مثل جمهورية أذربيجان في المؤتمر الأوروبي الثاني للعلوم الاجتماعية (13-18 يونيو 1998). تم نشر كلمته في عام 1999 في باريس.
بعد حل اتحاد الجمهوريات الاشتراكية السوفياتية عادل أسدوف هو أول مؤلف أذربيجاني ينشر مقالة في مجلة مشاكل الفلسفة، والتي تعد المجلة الفلسفية الأكثر نفوذاً في دول ما بعد السوفيت. قام بترجمة أعمال واسعة النطاق من التراث الفلسفي العالمي: تحفة لأرثر شوبنهاور «العالم كإرادة وتمثيل» و «تاريخ الفلسفة» لجونار سكيربيك ونيلز جيلجي.
الاتجاه الرئيسي لنشاطه العلمي هو إنشاء بنتولوجي الفلسفية - وهو نظام فلسفي يتكون من خمسة أجزاء: فلسفة الجمال، فلسفة الوجود، فلسفة التفكير، الفلسفة الأخلاقية، وفلسفة السياسة.